# Suffer Our Pleasures
Suffer Our Pleasures – siódmy album fińskiego zespołu Tarot.

## Lista utworów
1. I Rule – 03:49
2. Pyre of Gods – 04:33
3. Rider of the Last Day – 06:47
4. Follow the Blind – 04:33
5. Undead Son – 04:04
6. Of Time and Dust – 05:55
7. From the Void – 05:01
8. Convulsions – 04:45
9. From the Shadows – 04:19
10. Painless – 04:11

## Muzycy
- Marco Hietala – śpiew, gitara basowa, gitara akustyczna
- Zachary Hietala – gitara
- Janne Tolsa – instrumenty klawiszowe
- Pecu Cinnari – perkusja
- Tommi Salmela – śpiew, sampler